# 브레인 마사지
브레인 마사지(Brain massage)는 바디프랜드에서 개발한 안마의자 기능이다. 마사지와 바이노럴 비트, 이완요법, 마음챙김 명상으로 구성되어 있다..

## 참고 문헌
1. ↑  Harley, Nicola (2017년 5월 10일). “수원출장마사지”. United State: The Telegraph. 2024년 12월 5일에 원본 문서에서 보존된 문서.